# GP van Hongarije MX3 2006
De Grote Prijs van Hongarije 2006 in de MX3-klasse motorcross werd gehouden op 7 mei 2006 op het circuit van Nyáregyháza. Het was de vierde Grote Prijs van het wereldkampioenschap MX3 2006.
Wereldkampioen 2005 Sven Breugelmans won beide reeksen en maakte zo een deel van zijn achterstand op teammaat Yves Demaria goed. Demaria had met tegenslagen af te rekenen: in de eerste reeks beschadigde hij zijn bril en moest het grootste deel van de wedstrijd zonder bril rijden. Vanwege het risico op ernstige kwetsuren moest hij genoegen nemen met de tweede plaats op afstand van Breugelmans. Hij kwam in de tweede reeks kort na de start ten val, moest vanuit allerlaatste positie terugkomen en werd vierde.

## Uitslag eerste reeks
| plaats | naam              | land |
| ------ | ----------------- | ---- |
| 1      | Sven Breugelmans  | BEL  |
| 2      | Yves Demaria      | FRA  |
| 3      | Cristian Beggi    | ITA  |
| 4      | Enrico Oddenino   | ITA  |
| 5      | Christophe Martin | FRA  |
| 6      | Daniele Bricca    | ITA  |
| 7      | Martin Zerava     | CZE  |
| 8      | Michal Kadlecek   | CZE  |
| 9      | David Cadek       | CZE  |
| 10     | Marc Ristori      | SUI  |

## Uitslag tweede reeks
| plaats | naam              | land |
| ------ | ----------------- | ---- |
| 1      | Sven Breugelmans  | BEL  |
| 2      | Cristian Beggi    | ITA  |
| 3      | Enrico Oddenino   | ITA  |
| 4      | Yves Demaria      | FRA  |
| 5      | Jan Zaremba       | CZE  |
| 6      | Christophe Martin | FRA  |
| 7      | Saso Kragelj      | SLO  |
| 8      | Marc Ristori      | SUI  |
| 9      | David Cadek       | CZE  |
| 10     | Jussi Nikkila     | FIN  |

## Eindstand Grote Prijs
| plaats | naam              | land | punten |
| ------ | ----------------- | ---- | ------ |
| 1      | Sven Breugelmans  | BEL  | 50     |
| 2      | Cristian Beggi    | ITA  | 42     |
| 3      | Yves Demaria      | FRA  | 40     |
| 4      | Enrico Oddenino   | ITA  | 38     |
| 5      | Christophe Martin | FRA  | 31     |
| 6      | Saso Kragelj      | SLO  | 24     |
| 7      | Marc Ristori      | SUI  | 24     |
| 8      | David Cadek       | CZE  | 24     |
| 9      | Martin Zerava     | CZE  | 23     |
| 10     | Jan Zaremba       | CZE  | 18     |
| 11     | Oswald Reisinger  | AUT  | 18     |

## Tussenstand wereldkampioenschap
| plaats | naam              | land | punten |
| ------ | ----------------- | ---- | ------ |
| 1      | Yves Demaria      | FRA  | 182    |
| 2      | Sven Breugelmans  | BEL  | 166    |
| 3      | Enrico Oddenino   | ITA  | 151    |
| 4      | Marc Ristori      | SUI  | 134    |
| 5      | Daniele Bricca    | ITA  | 107    |
| 6      | Cristian Beggi    | ITA  | 104    |
| 7      | Saso Kragelj      | SLO  | 97     |
| 8      | Vincent Collet    | BEL  | 64     |
| 9      | Jan Zaremba       | CZE  | 64     |
| 10     | Nenad Sipek       | CRO  | 63     |
| 11     | Christophe Martin | FRA  | 56     |
| 12     | David Cadek       | CZE  | 48     |
| 13     | Michael Staufer   | AUT  | 43     |
| 14     | Julien Vanni      | FRA  | 35     |
| 15     | Felice Compagnone | ITA  | 34     |
| 16     | Martin Zerava     | CZE  | 34     |
| 17     | Bader Manneh      | ITA  | 29     |
| 18     | Fabio Ferrari     | ITA  | 28     |
| 19     | Thomas Traversini | ITA  | 26     |
| 20     | Matteo Aperio     | ITA  | 26     |